# Station Czachówek Wschodni
 Czachówek Wschodni  is een spoorwegstation in de Poolse plaats Czachówek.